# Confederazione Unitaria di Base
La Confederazione Unitaria di Base (CUB) è una confederazione sindacale di base operante in Italia. È stata rappresentata fino al 2017 nel Consiglio nazionale dell'economia e del lavoro (CNEL), i cui componenti sono designati dalla Presidenza del Consiglio dei ministri prendendo a base la rappresentatività.

## Storia
Le prime esperienze organizzate risalgono alla metà degli anni settanta, quando con la cosiddetta "svolta dell'EUR" i sindacati confederali (CGIL-CISL-UIL) sanciscono la chiusura dei consigli di fabbrica che erano, a tutti gli effetti, espressione della volontà dei lavoratori. A partire da quella svolta nella pratica sindacale si sviluppano progressivamente percorsi di sindacalismo di base in molti luoghi di lavoro pubblici e privati. Particolarmente significativa per la costituzione della CUB sarà l'azione sindacale svolta da un gruppo molto consistente di ex aderenti alla FIM - Lombardia, tra cui Piergiorgio Tiboni, che rappresenteranno il motore e il catalizzatore dell'azione sindacale di moltissimi gruppi sindacali di base presenti nell'industria, nei servizi e nel pubblico impiego. Questo gruppo si era formato sotto la guida di Pierre Carniti, futuro leader cattolico-socialista della CISL.
Nell'aprile del 1991, Piergiorgio Tiboni ed i compagni a lui più vicini decisero di fondare la Federazione Lavoratori Metalmeccanici Uniti (FLMUniti), che segnò una decisiva svolta organizzativa ed un'esperienza importante per i conseguenti sviluppi verso la fondazione della CUB. Nel tempo si costituiranno diverse federazioni sindacali di categoria che, il 22 gennaio 1992, si uniranno per costituire la Confederazione unitaria di base. A quel percorso aderisce anche la Federazione delle rappresentanze sindacali di base che mantiene però la propria struttura organizzativa.
La CUB si caratterizza per essere completamente autonoma, fin dall'inizio, da padronato, governi, partiti, istituzioni e lobby ed esprime la propria iniziativa in modo partecipato e democratico, affinché siano sempre i lavoratori a decidere sulle questioni che li riguardano direttamente. Il tratto peculiare dell'identità dell'organizzazione è la pratica del conflitto e il rifiuto della concertazione. A tale proposito va rilevato che la CUB è l'unica confederazione maggiormente rappresentativa a non aver sottoscritto il Patto di Luglio 1993, e che da allora è sistematicamente esclusa da ogni confronto negoziale generale.
In pochi anni l'organizzazione diviene la quarta confederazione sindacale del Paese; nel 2000 ottiene un posto nel CNEL, che mantiene fino al 2017 e si espande in tutte le categorie. In particolare si diffonde tra i metalmeccanici, nei trasporti, nei chimici, nel commercio e tra i pensionati, giungendo nel giugno 2005 a contare circa 600.000 iscritti oltre a 106.000 pensionati.
La confederazione si finanzia esclusivamente col contributo versato dai lavoratori iscritti e con sottoscrizioni effettuate in occasione d'iniziative o di utilizzo dei servizi. Da alcuni anni ha attivato, il "CAF di base", che attualmente opera con proprie strutture in ogni provincia Italiana. La CUB dispone di sedi diffuse sull'intero territorio nazionale.
Nel 2009 la componente RdB, Federazione delle rappresentanze sindacali di base, ha avviato un percorso di scissione, terminato nel 2010 con la fuoriuscita di RdB dalla CUB e con la costituzione di una nuova confederazione sindacale denominata Unione Sindacale di Base (USB).
Al momento la CUB organizza oltre 500.000 lavoratori tra industria, servizi, pubblico impiego; stabili e precari; pensionati ed inquilini.
Nel febbraio 2011 la CUB ha partecipato alla costituzione della Rete dei sindacati europei alternativi e di base cui aderiscono anche: USI (Italia), SISA (Italia), Solidaires (Francia), CGT (Spagna), Confederacion Intersindical (Spagna), IAC (Catalogna), SUD Canton de Vaud (Svizzera), FAU Berlin (Germania), TIE (Germania).

### Le maggiori iniziative degli ultimi anni
- La forte e determinata richiesta di una legge democratica sulla rappresentanza sindacale, che ancora prosegue, e che nel '96 ha portato all'occupazione dell'ufficio dell'allora ministro della Funzione Pubblica Bassanini che si accingeva a varare nel pubblico impiego una legge “anti-sindacalismo di base”.
- La continua iniziativa contro lo smantellamento dell'Alfa Romeo, in particolare nel sito di Arese, e di tutto il gruppo FIAT.
- L'indizione dello sciopero generale in occasione del Global Forum di Napoli e del G8 di Genova (2001).
- La mobilitazione contro tutte le guerre, anche attraverso l'indizione di scioperi generali (Iraq 1990, Kosovo 1999, Iraq 2003).
- L'organizzazione degli scioperi non autorizzati tra gli autoferrotranvieri del dicembre 2003.
- Le lotte contro il piano di smantellamento dell'Alitalia.
- La partecipazione al movimento dei Ferrovieri per la Sicurezza dopo il disastro di Crevalcore.
- La promozione della “Rete per il Reddito e i Diritti”, per la realizzazione del reddito sociale minimo.
- L'opposizione alla militarizzazione del Corpo nazionale dei vigili del fuoco.
- L'opposizione alle riforme pensionistiche e del TFR.
- La partecipazione determinante alle iniziative anti TAV, con la proclamazione dello sciopero generale territoriale (2005)
- La partecipazione ai “Comitati della quarta settimana”, con iniziative di lotta contro il carovita (2005-2006)
- L'incessante iniziativa contro il dilagare della precarietà con l'opposizione al pacchetto Treu e alla legge 30, e la partecipazione dal 2000 alla “Mayday Parade” del 1º maggio.
- L'elaborazione della proposta di legge di iniziativa popolare “Per una nuova scala mobile” e la campagna di raccolta firme insieme ad altre forze del sindacalismo di base.
- L'elaborazione della Legge di sanatoria per l'assunzione programmata di tutti i precari della pubblica amministrazione “Assunti davvero – licenziamo la precarietà”.

## Principali obiettivi
- Integrazione del reddito per precari, lavoratori in cassa integrazione, disoccupati e pensionati;
- Redistribuzione del reddito a favore di lavoratori e pensionati attraverso un forte aumento del salario, reintroduzione della scala mobile;
- L'occupazione stabile e tutelata per tutti/e, contro il lavoro precario, la riduzione dell'orario di lavoro a 32 ore a parità di salario e la creazione di lavori socialmente necessari;
- La difesa e lo sviluppo del sistema previdenziale pubblico, della scuola, della sanità, dei servizi sociali, del territorio e dell'ambiente;
- Il diritto dei lavoratori alla salute e alla sicurezza rispetto alla centralità del profitto delle imprese;
- Il diritto alla casa, ad un affitto equo, la detrazione fiscale dagli affitti, l'utilizzo dei fondi Gescal per il rilancio dell'edilizia pubblica e il recupero del degrado abitativo;
- Il diritto dei lavoratori a decidere sugli accordi, la delegazione alle trattative, l'elezione democratica dei rappresentanti sindacali e la difesa del diritto di sciopero.

## Dati sugli iscritti
- 2005: 600.000

## Federazioni di categoria
La confederazione è composta dai seguenti sindacati di base:
- CUB ALLCA  (chimici, energia, farmaceutici, plastica, gomma)

- FLAICA Uniti (commercio, industria alimentare, igiene urbana, pulizie, servizi)
- FLM Uniti (metalmeccanici, telefonici, energia)
- CUB Immigrazione
- CUB Informazione & Spettacolo (media, cartiere)
- CUB Pensionati (pensionati di tutte le categorie)
- CUB Poste (postali)
- CUB Pubblico Impiego
- SALLCA (credito e assicurazioni)
- CUB Sanità
- CUB SUR (Scuola Università e Ricerca)
- CUB Tessili-Edili (marmo, legno, lapidei, edili)
- CUB Trasporti (aeroportuali, appalti, gomma)
- CUB Unione Inquilini (casa e territorio)

## Segretari generali
- Marcelo Amendola (14 settembre 2019 - in carica)

## Servizi offerti
- Recupero crediti da lavoro (differenze retributive, arretrati, inserimento nei fallimenti, ecc.)
- Controllo busta paga, scatti di anzianità, t.f.r., malattia e infortunio, assistenza legale
- CAF di Base (assistenza fiscale)
- Assistenza previdenziale
- Sportello salute, ambiente, sicurezza, infortuni, malattie professionali, ecc.
- Assistenza alla persone handicappate
- Assistenza ai lavoratori immigrati
- Tutela ai consumatori in collaborazione con ACU (Associazione Consumatori Utenti)
- Consulenza e assistenza legale su tutti i problemi della casa (affitti, sfratti, patti in deroga)